# История Майотты
История Майотты — события на территории современной Майотты с момента начала расселения там людей и до сегодняшнего дня.

## История Майотты
Археологические данные свидетельствуют о заселении острова начиная с IX века. В IX-XII веках существовала культура Дембени, испытавшая влияние арабо-суахилийской и персидской культурных традиций. Одновременно началось проникновение ислама. Примерно с XIII века письменные источники фиксируют появление на Майотте первых политических образований во главе с вождями-фани. С 1460-1470-х годов на острова переселялись ширази, которые вступали в союзы с местными вождями и знатью. Около 1500 года одна из династий ширази основала султанат Маоре (другое название — Маути, впоследствии оно было интерпретировано французами, как Майотта). Его столицей в XVI-XVIII веках был город Цингони. Начиная с 1740 года султанат страдал от вторжений султанов Анжуана, в 1794-1820 годах - малагасийцев.
В 1503 Майотту посещали португальские путешественники. В 1521 году остров описал османский исследователь и мореплаватель Пири-реис.
В 1832 острова завоёваны мадагаскарским королём Андрианцули; в 1833 завоеваны соседним султанатом Мвали; 19 ноября 1835 перешли под управление султаната Ндзувани, но в 1836, во главе с последним местным султаном, снова получили независимость.
В 1841 году султан Майотты подписал договор, по которому продал остров Франции против ежегодной ренты в 1 тыс. пиастров. Договор был ратифицирован Луи-Филиппом в 1843 году, после чего 13 июня состоялась церемония официального вступления во владение с поднятием флага. Таким образом Майотта стала колониальным владением Франции значительно раньше, чем остальные острова Коморского архипелага (в 1886-92 годах).
С 1909 года Коморские острова стали колонией Франции (с 1912 — в составе колонии Мадагаскар).
В 1946 году Коморские острова, отделённые от Мадагаскара, получили статус заморской территории Франции.
В 1961 году создана палата депутатов (местный парламент), правительственный совет (местное правительство), формировавшиеся из местных жителей. Образовались местные партии. На Майотте с 1962 года действовало Движение народа махоре, требовавшее для острова статуса заморского департамента Франции.
С 1968 года в ведении Франции остались только вопросы финансов, обороны, внешних отношений Коморских островов.
На референдуме по вопросу независимости Комор в декабре 1974 года, большинство жителей архипелага высказалось положительно. Из них, 96 % жителей островов Анжуан, Гранд-Комор и Мохели проголосовали «за» его отделение от Франции, а 64 % населения острова Майотта — «против». В ноябре 1975 года Коморы были приняты в ООН в составе четырёх островов как единое государство. Франция, признав независимость Коморских Островов, в одностороннем порядке закрепила за островом Майотта статус своей «территориальной единицы».
В 1976 после получения независимости Коморскими Островами, Франция наложила вето на резолюцию ООН о предоставлении независимости Майотте, мотивируя это результатами референдума на острове (обособляя его от всего архипелага в целом). В ходе референдума местные жители высказались против независимости от Франции (более 60 % из голосовавших). Результаты референдума были отчасти связаны с опасениями жителей Майотты, особенно местных христиан, что остров станет частью исламского государства, провозглашение которого ожидалось на Коморских Островах (состоялось в октябре 1978). Позиция Комор основывалась на суммарных итогах референдума по всему архипелагу в целом.
6 декабря 1979 года Генеральная Ассамблея ООН признала права государства Коморских Островов на остров Майотта (Маоре).
29 марта 2009 жители острова Майотта на референдуме большинством голосов проголосовали за то, чтобы остров стал департаментом Франции. «За» высказались 95,2 % избирателей из 61 % жителей Майотты, принявших участие в голосовании.
Окончательно статус заморского департамента Франции, остров Майотта получил 31 марта 2011 года и стал, таким образом, 101 департаментом Франции.
«Департаментализация» предусматривает сращивание социальной и налоговой систем, создание кадастра земель, пересмотр и коррекцию гражданского кодекса Майотты. По оценкам государственного секретаря по заморским территориям Ива Жего (Yves Jego), полная интеграция займёт 20-25 лет и обойдётся в 200 миллионов евро. Превращение в заморский департамент Франции повлечёт за собой кардинальные изменения в укладе жизни островитян. Им придётся отказаться от многожёнства, кроме того, будут существенно урезаны полномочия мусульманских судей, или «кади».
Представители властей Союза Коморских Островов настороженно отнеслись к референдуму на Майотте, который фактически лишает их возможности создать единое государство из всех Коморских островов. Они обвинили Францию в проведении колониальной политики.
Коморы сохраняют претензии на остров Майо́тта (Маоре́), считая его неотъемлемой частью и одним из 4-х автономных островов государства Союз Коморских Островов.